# 1289
Portal Geschichte | Portal Biografien | Aktuelle Ereignisse | Jahreskalender | Tagesartikel

◄ |
12. Jahrhundert |
13. Jahrhundert
| 14. Jahrhundert | ►

◄ |
1250er |
1260er |
1270er |
1280er
| 1290er | 1300er | 1310er | ►

◄◄ |
◄ |
1285 |
1286 |
1287 |
1288 |
1289
| 1290 | 1291 | 1292 | 1293 | ► | ►►
Staatsoberhäupter  · Nekrolog
| Januar | Januar | Januar | Januar | Januar | Januar | Januar | Januar |
| Kw     | Mo     | Di     | Mi     | Do     | Fr     | Sa     | So     |
| ------ | ------ | ------ | ------ | ------ | ------ | ------ | ------ |
| 53     |        |        |        |        |        | 1      | 2      |
| 1      | 3      | 4      | 5      | 6      | 7      | 8      | 9      |
| 2      | 10     | 11     | 12     | 13     | 14     | 15     | 16     |
| 3      | 17     | 18     | 19     | 20     | 21     | 22     | 23     |
| 4      | 24     | 25     | 26     | 27     | 28     | 29     | 30     |
| 5      | 31     |        |        |        |        |        |        |

| Februar | Februar | Februar | Februar | Februar | Februar | Februar | Februar |
| Kw      | Mo      | Di      | Mi      | Do      | Fr      | Sa      | So      |
| ------- | ------- | ------- | ------- | ------- | ------- | ------- | ------- |
| 5       |         | 1       | 2       | 3       | 4       | 5       | 6       |
| 6       | 7       | 8       | 9       | 10      | 11      | 12      | 13      |
| 7       | 14      | 15      | 16      | 17      | 18      | 19      | 20      |
| 8       | 21      | 22      | 23      | 24      | 25      | 26      | 27      |
| 9       | 28      |         |         |         |         |         |         |

| März | März | März | März | März | März | März | März |
| Kw   | Mo   | Di   | Mi   | Do   | Fr   | Sa   | So   |
| ---- | ---- | ---- | ---- | ---- | ---- | ---- | ---- |
| 9    |      | 1    | 2    | 3    | 4    | 5    | 6    |
| 10   | 7    | 8    | 9    | 10   | 11   | 12   | 13   |
| 11   | 14   | 15   | 16   | 17   | 18   | 19   | 20   |
| 12   | 21   | 22   | 23   | 24   | 25   | 26   | 27   |
| 13   | 28   | 29   | 30   | 31   |      |      |      |

| April | April | April | April | April | April | April | April |
| Kw    | Mo    | Di    | Mi    | Do    | Fr    | Sa    | So    |
| ----- | ----- | ----- | ----- | ----- | ----- | ----- | ----- |
| 13    |       |       |       |       | 1     | 2     | 3     |
| 14    | 4     | 5     | 6     | 7     | 8     | 9     | 10    |
| 15    | 11    | 12    | 13    | 14    | 15    | 16    | 17    |
| 16    | 18    | 19    | 20    | 21    | 22    | 23    | 24    |
| 17    | 25    | 26    | 27    | 28    | 29    | 30    |       |

| Mai | Mai | Mai | Mai | Mai | Mai | Mai | Mai |
| Kw  | Mo  | Di  | Mi  | Do  | Fr  | Sa  | So  |
| --- | --- | --- | --- | --- | --- | --- | --- |
| 17  |     |     |     |     |     |     | 1   |
| 18  | 2   | 3   | 4   | 5   | 6   | 7   | 8   |
| 19  | 9   | 10  | 11  | 12  | 13  | 14  | 15  |
| 20  | 16  | 17  | 18  | 19  | 20  | 21  | 22  |
| 21  | 23  | 24  | 25  | 26  | 27  | 28  | 29  |
| 22  | 30  | 31  |     |     |     |     |     |

| Juni | Juni | Juni | Juni | Juni | Juni | Juni | Juni |
| Kw   | Mo   | Di   | Mi   | Do   | Fr   | Sa   | So   |
| ---- | ---- | ---- | ---- | ---- | ---- | ---- | ---- |
| 22   |      |      | 1    | 2    | 3    | 4    | 5    |
| 23   | 6    | 7    | 8    | 9    | 10   | 11   | 12   |
| 24   | 13   | 14   | 15   | 16   | 17   | 18   | 19   |
| 25   | 20   | 21   | 22   | 23   | 24   | 25   | 26   |
| 26   | 27   | 28   | 29   | 30   |      |      |      |

| Juli | Juli | Juli | Juli | Juli | Juli | Juli | Juli |
| Kw   | Mo   | Di   | Mi   | Do   | Fr   | Sa   | So   |
| ---- | ---- | ---- | ---- | ---- | ---- | ---- | ---- |
| 26   |      |      |      |      | 1    | 2    | 3    |
| 27   | 4    | 5    | 6    | 7    | 8    | 9    | 10   |
| 28   | 11   | 12   | 13   | 14   | 15   | 16   | 17   |
| 29   | 18   | 19   | 20   | 21   | 22   | 23   | 24   |
| 30   | 25   | 26   | 27   | 28   | 29   | 30   | 31   |

| August | August | August | August | August | August | August | August |
| Kw     | Mo     | Di     | Mi     | Do     | Fr     | Sa     | So     |
| ------ | ------ | ------ | ------ | ------ | ------ | ------ | ------ |
| 31     | 1      | 2      | 3      | 4      | 5      | 6      | 7      |
| 32     | 8      | 9      | 10     | 11     | 12     | 13     | 14     |
| 33     | 15     | 16     | 17     | 18     | 19     | 20     | 21     |
| 34     | 22     | 23     | 24     | 25     | 26     | 27     | 28     |
| 35     | 29     | 30     | 31     |        |        |        |        |

| September | September | September | September | September | September | September | September |
| Kw        | Mo        | Di        | Mi        | Do        | Fr        | Sa        | So        |
| --------- | --------- | --------- | --------- | --------- | --------- | --------- | --------- |
| 35        |           |           |           | 1         | 2         | 3         | 4         |
| 36        | 5         | 6         | 7         | 8         | 9         | 10        | 11        |
| 37        | 12        | 13        | 14        | 15        | 16        | 17        | 18        |
| 38        | 19        | 20        | 21        | 22        | 23        | 24        | 25        |
| 39        | 26        | 27        | 28        | 29        | 30        |           |           |

| Oktober | Oktober | Oktober | Oktober | Oktober | Oktober | Oktober | Oktober |
| Kw      | Mo      | Di      | Mi      | Do      | Fr      | Sa      | So      |
| ------- | ------- | ------- | ------- | ------- | ------- | ------- | ------- |
| 39      |         |         |         |         |         | 1       | 2       |
| 40      | 3       | 4       | 5       | 6       | 7       | 8       | 9       |
| 41      | 10      | 11      | 12      | 13      | 14      | 15      | 16      |
| 42      | 17      | 18      | 19      | 20      | 21      | 22      | 23      |
| 43      | 24      | 25      | 26      | 27      | 28      | 29      | 30      |
| 44      | 31      |         |         |         |         |         |         |

| November | November | November | November | November | November | November | November |
| Kw       | Mo       | Di       | Mi       | Do       | Fr       | Sa       | So       |
| -------- | -------- | -------- | -------- | -------- | -------- | -------- | -------- |
| 44       |          | 1        | 2        | 3        | 4        | 5        | 6        |
| 45       | 7        | 8        | 9        | 10       | 11       | 12       | 13       |
| 46       | 14       | 15       | 16       | 17       | 18       | 19       | 20       |
| 47       | 21       | 22       | 23       | 24       | 25       | 26       | 27       |
| 48       | 28       | 29       | 30       |          |          |          |          |

| Dezember | Dezember | Dezember | Dezember | Dezember | Dezember | Dezember | Dezember |
| Kw       | Mo       | Di       | Mi       | Do       | Fr       | Sa       | So       |
| -------- | -------- | -------- | -------- | -------- | -------- | -------- | -------- |
| 48       |          |          |          | 1        | 2        | 3        | 4        |
| 49       | 5        | 6        | 7        | 8        | 9        | 10       | 11       |
| 50       | 12       | 13       | 14       | 15       | 16       | 17       | 18       |
| 51       | 19       | 20       | 21       | 22       | 23       | 24       | 25       |
| 52       | 26       | 27       | 28       | 29       | 30       | 31       |          |

| Januar | Januar | Januar | Januar | Januar | Januar | Januar | Januar |
| Kw     | Mo     | Di     | Mi     | Do     | Fr     | Sa     | So     |
| ------ | ------ | ------ | ------ | ------ | ------ | ------ | ------ |
| 53     |        |        |        |        |        | 1      | 2      |
| 1      | 3      | 4      | 5      | 6      | 7      | 8      | 9      |
| 2      | 10     | 11     | 12     | 13     | 14     | 15     | 16     |
| 3      | 17     | 18     | 19     | 20     | 21     | 22     | 23     |
| 4      | 24     | 25     | 26     | 27     | 28     | 29     | 30     |
| 5      | 31     |        |        |        |        |        |        |

| Februar | Februar | Februar | Februar | Februar | Februar | Februar | Februar |
| Kw      | Mo      | Di      | Mi      | Do      | Fr      | Sa      | So      |
| ------- | ------- | ------- | ------- | ------- | ------- | ------- | ------- |
| 5       |         | 1       | 2       | 3       | 4       | 5       | 6       |
| 6       | 7       | 8       | 9       | 10      | 11      | 12      | 13      |
| 7       | 14      | 15      | 16      | 17      | 18      | 19      | 20      |
| 8       | 21      | 22      | 23      | 24      | 25      | 26      | 27      |
| 9       | 28      |         |         |         |         |         |         |

| März | März | März | März | März | März | März | März |
| Kw   | Mo   | Di   | Mi   | Do   | Fr   | Sa   | So   |
| ---- | ---- | ---- | ---- | ---- | ---- | ---- | ---- |
| 9    |      | 1    | 2    | 3    | 4    | 5    | 6    |
| 10   | 7    | 8    | 9    | 10   | 11   | 12   | 13   |
| 11   | 14   | 15   | 16   | 17   | 18   | 19   | 20   |
| 12   | 21   | 22   | 23   | 24   | 25   | 26   | 27   |
| 13   | 28   | 29   | 30   | 31   |      |      |      |

| April | April | April | April | April | April | April | April |
| Kw    | Mo    | Di    | Mi    | Do    | Fr    | Sa    | So    |
| ----- | ----- | ----- | ----- | ----- | ----- | ----- | ----- |
| 13    |       |       |       |       | 1     | 2     | 3     |
| 14    | 4     | 5     | 6     | 7     | 8     | 9     | 10    |
| 15    | 11    | 12    | 13    | 14    | 15    | 16    | 17    |
| 16    | 18    | 19    | 20    | 21    | 22    | 23    | 24    |
| 17    | 25    | 26    | 27    | 28    | 29    | 30    |       |

| Mai | Mai | Mai | Mai | Mai | Mai | Mai | Mai |
| Kw  | Mo  | Di  | Mi  | Do  | Fr  | Sa  | So  |
| --- | --- | --- | --- | --- | --- | --- | --- |
| 17  |     |     |     |     |     |     | 1   |
| 18  | 2   | 3   | 4   | 5   | 6   | 7   | 8   |
| 19  | 9   | 10  | 11  | 12  | 13  | 14  | 15  |
| 20  | 16  | 17  | 18  | 19  | 20  | 21  | 22  |
| 21  | 23  | 24  | 25  | 26  | 27  | 28  | 29  |
| 22  | 30  | 31  |     |     |     |     |     |

| Juni | Juni | Juni | Juni | Juni | Juni | Juni | Juni |
| Kw   | Mo   | Di   | Mi   | Do   | Fr   | Sa   | So   |
| ---- | ---- | ---- | ---- | ---- | ---- | ---- | ---- |
| 22   |      |      | 1    | 2    | 3    | 4    | 5    |
| 23   | 6    | 7    | 8    | 9    | 10   | 11   | 12   |
| 24   | 13   | 14   | 15   | 16   | 17   | 18   | 19   |
| 25   | 20   | 21   | 22   | 23   | 24   | 25   | 26   |
| 26   | 27   | 28   | 29   | 30   |      |      |      |

| Juli | Juli | Juli | Juli | Juli | Juli | Juli | Juli |
| Kw   | Mo   | Di   | Mi   | Do   | Fr   | Sa   | So   |
| ---- | ---- | ---- | ---- | ---- | ---- | ---- | ---- |
| 26   |      |      |      |      | 1    | 2    | 3    |
| 27   | 4    | 5    | 6    | 7    | 8    | 9    | 10   |
| 28   | 11   | 12   | 13   | 14   | 15   | 16   | 17   |
| 29   | 18   | 19   | 20   | 21   | 22   | 23   | 24   |
| 30   | 25   | 26   | 27   | 28   | 29   | 30   | 31   |

| August | August | August | August | August | August | August | August |
| Kw     | Mo     | Di     | Mi     | Do     | Fr     | Sa     | So     |
| ------ | ------ | ------ | ------ | ------ | ------ | ------ | ------ |
| 31     | 1      | 2      | 3      | 4      | 5      | 6      | 7      |
| 32     | 8      | 9      | 10     | 11     | 12     | 13     | 14     |
| 33     | 15     | 16     | 17     | 18     | 19     | 20     | 21     |
| 34     | 22     | 23     | 24     | 25     | 26     | 27     | 28     |
| 35     | 29     | 30     | 31     |        |        |        |        |

| September | September | September | September | September | September | September | September |
| Kw        | Mo        | Di        | Mi        | Do        | Fr        | Sa        | So        |
| --------- | --------- | --------- | --------- | --------- | --------- | --------- | --------- |
| 35        |           |           |           | 1         | 2         | 3         | 4         |
| 36        | 5         | 6         | 7         | 8         | 9         | 10        | 11        |
| 37        | 12        | 13        | 14        | 15        | 16        | 17        | 18        |
| 38        | 19        | 20        | 21        | 22        | 23        | 24        | 25        |
| 39        | 26        | 27        | 28        | 29        | 30        |           |           |

| Oktober | Oktober | Oktober | Oktober | Oktober | Oktober | Oktober | Oktober |
| Kw      | Mo      | Di      | Mi      | Do      | Fr      | Sa      | So      |
| ------- | ------- | ------- | ------- | ------- | ------- | ------- | ------- |
| 39      |         |         |         |         |         | 1       | 2       |
| 40      | 3       | 4       | 5       | 6       | 7       | 8       | 9       |
| 41      | 10      | 11      | 12      | 13      | 14      | 15      | 16      |
| 42      | 17      | 18      | 19      | 20      | 21      | 22      | 23      |
| 43      | 24      | 25      | 26      | 27      | 28      | 29      | 30      |
| 44      | 31      |         |         |         |         |         |         |

| November | November | November | November | November | November | November | November |
| Kw       | Mo       | Di       | Mi       | Do       | Fr       | Sa       | So       |
| -------- | -------- | -------- | -------- | -------- | -------- | -------- | -------- |
| 44       |          | 1        | 2        | 3        | 4        | 5        | 6        |
| 45       | 7        | 8        | 9        | 10       | 11       | 12       | 13       |
| 46       | 14       | 15       | 16       | 17       | 18       | 19       | 20       |
| 47       | 21       | 22       | 23       | 24       | 25       | 26       | 27       |
| 48       | 28       | 29       | 30       |          |          |          |          |

| Dezember | Dezember | Dezember | Dezember | Dezember | Dezember | Dezember | Dezember |
| Kw       | Mo       | Di       | Mi       | Do       | Fr       | Sa       | So       |
| -------- | -------- | -------- | -------- | -------- | -------- | -------- | -------- |
| 48       |          |          |          | 1        | 2        | 3        | 4        |
| 49       | 5        | 6        | 7        | 8        | 9        | 10       | 11       |
| 50       | 12       | 13       | 14       | 15       | 16       | 17       | 18       |
| 51       | 19       | 20       | 21       | 22       | 23       | 24       | 25       |
| 52       | 26       | 27       | 28       | 29       | 30       | 31       |          |

## Ereignisse

### Politik und Weltgeschehen

#### Europa
- 1. Januar: Im Vertrag von Rochlitz erhält Albrecht der Entartete, Landgraf von Thüringen, gegen Abtretung großer Landesteile seine Freiheit zurück, um die ihn sein Sohn Friedrich durch Gefangennahme 1288 gebracht hatte.
- 27. April: In der Schlacht bei der Schosshalde unterliegt die Freie Reichsstadt Bern den Habsburgern. In den darauf folgenden Friedensverhandlungen wird Bern erneut zum Reichsgehorsam gezwungen und muss neue Steuern und eine hohe Buße zahlen. Die Stadt bleibt jedoch reichsfrei und wird Habsburg nicht unterworfen.

Wappen Pietro Gradenigos

- Der erst 38-jährige Pietro Gradenigo wird als Nachfolger des verstorbenen Giovanni Dandolo zum Dogen von Venedig gewählt. Der Empfang, der ihm bei seiner Ankunft in Venedig bereitet wird, ist kühl, da das venezianische Volk Baiamonte Tiepolo, den Enkel des Dogen Jacopo Tiepolo, favorisiert hat. Dieser hat jedoch die Wahl abgelehnt und sich aus der Politik zurückgezogen, um einen Bürgerkrieg zwischen der Bevölkerung, die ihn unterstützt und die ihn gerne durch Akklamation zum Dogen gewählt hätte, und der Mehrheit der Aristokratie, die ihn verdächtigt, die Alleinherrschaft in Venedig anzustreben, zu vermeiden. Pietro Gradenigo beginnt nach seinem Amtsantritt mit einer umfangreichen Reform im politischen System der Seerepublik.
- König Rudolf von Habsburg erscheint mit großem Gefolge in Erfurt, mischt sich in die Streitigkeiten der landgräflichen Familie und schleift 66 Raubritterburgen.

#### Naher Osten
- 26. April: Nach einmonatiger Belagerung erobert Qalawun, Sultan der Mamluken, die Stadt Tripolis von den Kreuzfahrern, womit die Grafschaft Tripolis als vorletzter der Kreuzfahrerstaaten im Heiligen Land untergeht. Dabei wird auch die 1103 erbaute Burg auf dem Mons Peregrinus zerstört. Die letzte Gräfin Lucia flieht nach Zypern.
- Nach dem Tod von Leon IV. wird sein Sohn Hethum II. König des armenischen Königreichs von Kilikien.

#### Stadtrechte und urkundliche Ersterwähnungen

##### Stadtrechte
- Der Fürstbischof von Münster, Everhard von Diest, verleiht dem Dorf Haltern (heute Haltern am See) in Westfalen die niederen Stadtrechte.
- Die Salzburger Stadt Radstadt wird durch den Erzbischof von Salzburg zur Stadt erhoben.

##### Erwähnungen
- Die Gemeinde Gödenstorf (Landkreis Harburg) wird erstmals als Godingstorpe urkundlich erwähnt.
- Hermiswil, Linthal, Netstal, Werdenberg und Zeihen werden erstmals urkundlich erwähnt.
- Die baden-württembergische Gemeinde Kronau (Landkreis Karlsruhe) wird erstmals urkundlich erwähnt.
- Die Felsenburg Neurathen wird erstmals urkundlich erwähnt.
- Die Ortschaft Mörderhausen (seit 1360 Wüstung) wird erstmals urkundlich erwähnt.
- Die Burg Birkenfels im Elsass wird erstmals urkundlich erwähnt.

### Wissenschaft und Technik
- In Frankreich wird durch Papst Nikolaus IV. die Universität Montpellier gegründet.

### Religion
- Pfingsten: Auf dem Generalkapitel der Dominikaner in Trier wird beschlossen, die deutsche Provinz Teutonia aufzuteilen, wie schon 1269. Da aber ein Beschluss auf zwei nachfolgenden Kapiteln bestätigt werden muss, findet die tatsächliche Aufteilung erst 1303 statt.
- Papst Nikolaus IV. hebt das seit 1277 bestehende Interdikt gegen Portugal unter König Dinis auf.
- Vor den Toren von Paris wird das Klarissenkloster Couvent des Cordelières gegründet.
- Gertrud von Helfta, Zisterzienserin, berichtet seit ihrem Schlüsselerlebnis vom 27. Januar 1281 ihre Visionen, Erscheinungen, Auditionen, Meditationen und Gebeten ihren Mitschwestern. Von ihrem in diesem Jahr entstandenen Hauptwerk, der Offenbarungsschrift Legatus divinae pietatis (Gesandter ['Bote'] der göttlichen Liebe), schreibt sie nur Buch II (von fünf) eigenhändig (in dem sie von diesem Erlebnis erzählt), die anderen Bücher entstehen teilweise nach ihrem Diktat.
- Der Franziskanerspirituale Petrus Johannis Olivi lehrt in Montpellier und Narbonne.
- Der wegen seiner rigorosen Vertretung der Ideen der Spiritualen „lebenslänglich in Ketten“ eingekerkerte Chronist Angelus Clarenus (Ordensname Pietro da Fossombrone – s. Weblinks) wird vom Generalminister Raimund Gaufredi (oder Godefroy – s. Liste) befreit und mit seinen mitgefangenen Brüdern auf eine Missionsreise nach Armenien geschickt.
- Die Kirche Santa Maria di Collemaggio wird fertiggestellt.
- Johan wird Erzbischof von Uppsala.
- 1289/1290: Der Dominikaner Dietrich von Apolda, geistlicher Betreuer Gertruds, verfasst eine Heiligenvita der Elisabeth von Thüringen, die einen merklichen Neubeginn gegenüber der bisherigen hagiographischen Tradition bedeutet.

### Natur und Umwelt
In Europa herrscht ein warmer Winter und warmer Sommer. Es ist der wärmste Winter bis zum Winter 2006/07.

## Geboren

### Geburtsdatum gesichert
- 4. Oktober: Ludwig X., König von Frankreich († 1316)
- 6. Oktober: Wenzel III., König von Ungarn, Böhmen und Polen († 1306)
- 11. November: Nicholas Audley, englischer Magnat († 1316)

### Genaues Geburtsdatum unbekannt
- Eleonore von Anjou, Königin von Sizilien († 1341)
- Elizabeth de Burgh, Königin von Schottland und zweite Ehefrau von Robert the Bruce († 1327)
- Friedrich der Schöne, deutscher Gegenkönig Ludwigs des Bayern und Herzog von Österreich († 1330)
- Johann I., Graf von Henneberg-Schleusingen († 1359)
- Leon IV., König von Armenien († 1307)
- Ton’a, japanischer Dichter († 1372)

### Geboren um 1289
- 1285/1290: Johann von Jandun, Philosoph und Theologe († 1328)

## Gestorben

### Todesdatum gesichert
- 10. Februar: John de Vescy, englischer Adeliger, Militär und Diplomat (* 1244)
- 26. Februar: Primislaus I., Herzog von Sprottau und Steinau (* um 1268)
- 10. März: Maud de Lacy, englische Adlige (* 1223)
- 12. März: Dimitri II. der Selbstaufopferer, georgischer König (* 1260)
- 12. März: Guido II., Graf von St. Pol
- 19. März: Johannes von Parma, Generalminister des Franziskanerordens (* um 1208)
- 6. April: Ludolf von Schladen, Bischof von Halberstadt
- 24. Mai: Friedrich V., Graf von Zollern
- 27. Mai: Johann III., Fürst von Mecklenburg
- 1. August: Heinrich I., Graf von Sponheim (* um 1237)
- 24. August: Patrick III., Militärbefehlshaber an der schottisch-englischen Grenze (* 1213)
- 2. November: Giovanni Dandolo, 48. Doge von Venedig
- 11. Dezember: Wilburgis, Klausnerin und Mystikerin (* um 1225)

### Genaues Todesdatum unbekannt
- Januar: Gerlach I., Herr von Limburg
- März: Ugolino della Gherardesca, italienischer Adeliger, führender Politiker der Stadtrepublik Pisa (* um 1220)
- Jechiel ben Jekutiel Anaw, rabbinischer Autor (* um 1260)
- Gottfried von Bilstein, Abt des Klosters Grafschaft
- Alexander Comyn, Guardian of Scotland und Justiziar (* um 1215)
- Gruffydd Fychan, walisischer Lord von Powys
- Heinrich von Trient, Priester des Deutschen Ordens und Bischof von Trient
- Hermann von Gleichen, Bischof von Cammin
- Il-yeon, buddhistischer Mönch, Gelehrter und Schriftsteller in Korea (* 1206)
- Leon III., König von Kleinarmenien (* um 1236)
- Masud Beg, Statthalter der Mongolen in Mittelasien
- Airas Nunes, spanischer Kleriker und Troubadour (* um 1230)
- Petrus von Dacien, schwedischer Dominikaner und Mystiker (* um 1235)
- Theobald von Bethsan, Ritter in der Grafschaft Tripolis
- Xie Fangde, chinesischer Literat (* 1226)